# Gesalich
Gesalich (esp. Gesaleico) byl vizigótským králem mezi roky 507 a 511. Byl Alarichovým synem, avšak neprávoplatným dědicem trůnu. Když Alarich v roce 507 padl v bitvě s Franky, jeho syn Amalarich, právoplatný dědic trůnu, byl ještě dítě. Vizigóti nepoužívali systém primogenitury, který by umožnil Gesalichovi legitimně vládnout.
Jeho neschopnost vést války s Franky donutila ostrogótského krále Theodoricha Velikého k zásahu a Ostrogóti porazili fransko-burgundskou armádu. V roce 511 byl Gesalich sesazen z trůnu a uprchl k Vandalům do severní Afriky. Zanedlouho se vrátil a začal z Akvitánie invazi na Pyrenejský poloostrov, ale byl poražen a na konci roku 511 popraven.